# Hoppeberg

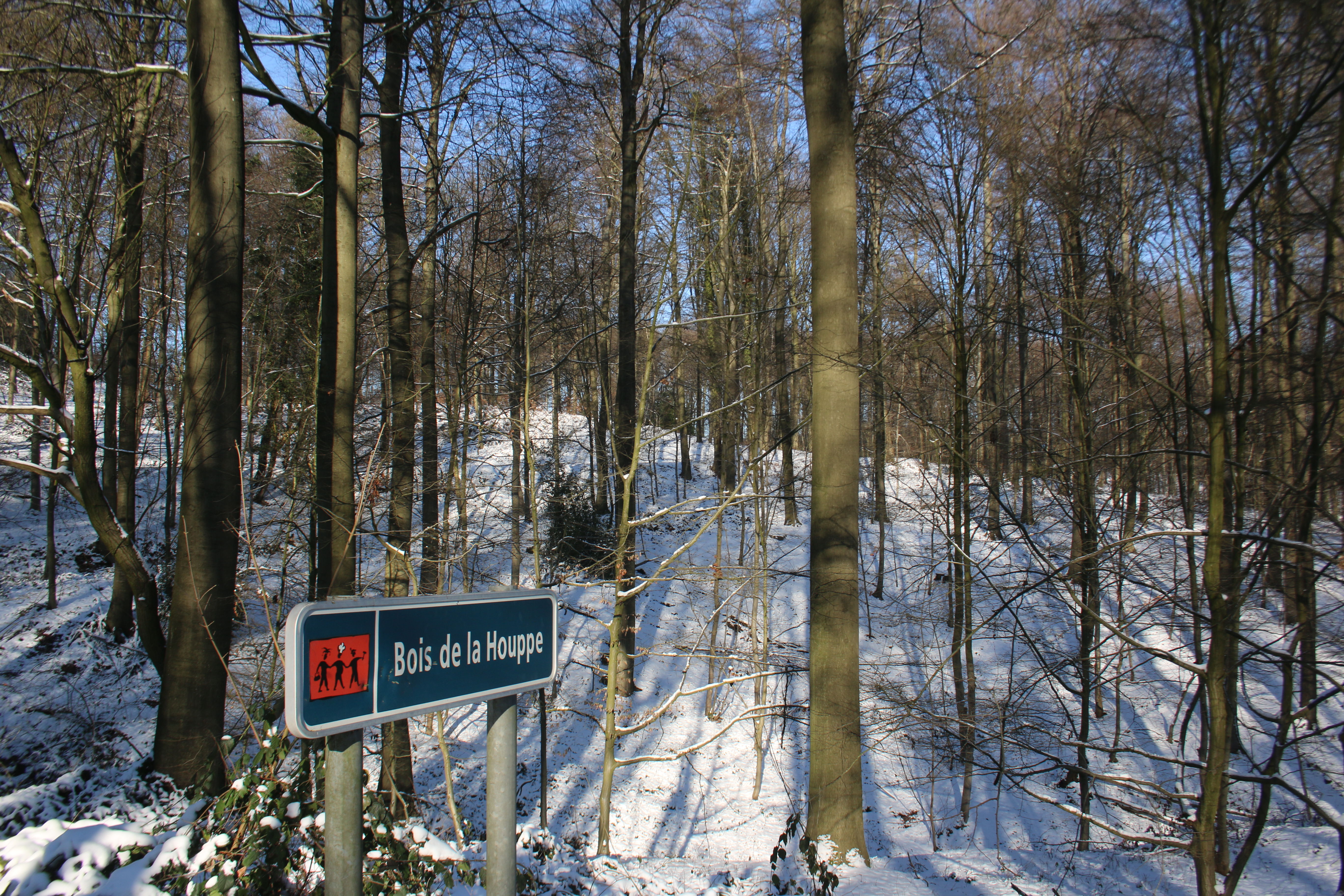

De Hoppeberg, ook bekend onder de naam La Houppe, is een getuigenheuvel in Vloesberg in het Pays des Collines op de grens met de Vlaamse Ardennen. Op de top ligt het gehucht D'Hoppe (La Houppe) aan het Brakelbos en het D'Hoppebos (Pottelbergbos). De heuvel ligt in de gemeente Vloesberg en de top ligt op 148 meter. Ten oosten van de Hoppeberg ligt de Pottelberg, de hoogste top van de Vlaamse Ardennen en het Pays des Collines. De Hoppeberg maakt deel uit van een langgerekte heuvelkam die start bij de Kluisberg.

## Wielrennen
In het wielrennen wordt de naam Hoppeberg ook gebruikt voor een helling in Henegouwen waarlangs de Hoppeberg wordt beklommen. Andere namen voor de helling zijn D'Hoppebos of Pottelbergbos (Frans: Bois du Pottelberg of Bois de La Houppe), naar het bos dat de Hoppeberg bedekt. De helling sluit bij de kapel van Hoppeberg aan op de Pottelberghelling. De helling wordt in diverse wielerwedstrijden beklommen, onder meer in Kuurne-Brussel-Kuurne, de E3-Prijs, Dwars door de Vlaamse Ardennen en Halle-Ingooigem. Ook is de helling twee maal (1945, 1946) beklommen in Gent-Wevelgem.
In 2017 is de helling voor het eerst onder de naam Pottelberg (feitelijk een zijstraat) onderdeel van het parkoers van de Ronde van Vlaanderen, tussen de Muur-Kapelmuur en Kanarieberg. Ook in 2018 is ze op deze plek opgenomen.
Ook zit ze in de bewegwijzerde Route des Collines voor recreatieve fietsers.